# Campionati del mondo di atletica leggera 2023 - Lancio del martello maschile
La gara del lancio del martello maschile dei campionati del mondo di atletica leggera 2023 si è svolta il 19 e 20 agosto 2023 al Centro nazionale di atletica leggera di Budapest, in Ungheria.

## Podio
| Pos.    | Atleta           | Nazionalità | Misura  |
| ------- | ---------------- | ----------- | ------- |
| Oro     | Ethan Katzberg   | Canada      | 71,46 m |
| Argento | Wojciech Nowicki | Polonia     | 70,02 m |
| Bronzo  | Bence Halász     | Ungheria    | 68,85 m |

## Situazione pre-gara

### Record
Prima di questa competizione, il record del mondo (RM) e il record dei campionati (RC) erano i seguenti.
| Record                | Prestazione | Atleta                        | Data                               | Competizione  |
| --------------------- | ----------- | ----------------------------- | ---------------------------------- | ------------- |
| Record mondiale       | 86,74 m     | Jurij Sedych Unione Sovietica | 30 agosto 1986 Stoccarda, Germania | Europei 1986  |
| Record dei campionati | 83,63 m     | Ivan Cichan Bielorussia       | 27 agosto 2007 Osaka, Giappone     | Mondiali 2007 |

### Campioni in carica
I campioni in carica, a livello mondiale e olimpico, erano:
| Campione | Atleta                   | Prestazione | Data                                         | Competizione         |
| -------- | ------------------------ | ----------- | -------------------------------------------- | -------------------- |
| Olimpico | Wojciech Nowicki Polonia | 82,52 m     | 4 agosto 2021 Tokyo, Giappone                | Giochi olimpici 2021 |
| Mondiale | Paweł Fajdek Polonia     | 81,98 m     | 16 luglio 2022 Eugene, Stati Uniti d'America | Mondiali 2022        |

### La stagione
Prima di questa gara, gli atleti con le migliori tre prestazioni dell'anno erano:
| Pos. | Atleta                             | Prestazione | Data                                         |
| ---- | ---------------------------------- | ----------- | -------------------------------------------- |
| 1    | Wojciech Nowicki Polonia           | 81,92 m     | 15 giugno 2023 Oslo, Norvegia                |
| 2    | Rudy Winkler Stati Uniti           | 80,88 m     | 20 maggio 2023 Tucson, Stati Uniti d'America |
| 3    | Aliaksandr Shymanovich Bielorussia | 80,26 m     | 1º luglio 2023 Brėst, Bielorussia            |

## Risultati

### Qualificazione
La qualificazione si è svolta il 19 agosto 2023, il gruppo A a partire dalle ore 13:00, mentre il gruppo B a partire dalle 14:45. Si è qualificato alla finale chi ha raggiunto i 77,00 m (Q) o le migliori 12 misure (q).
| Class. | Gruppo | Nome                   | Nazione     | Lancio | Lancio | Lancio | Misura | Note                                     |
| Class. | Gruppo | Nome                   | Nazione     | 1      | 2      | 3      | Misura | Note                                     |
| ------ | ------ | ---------------------- | ----------- | ------ | ------ | ------ | ------ | ---------------------------------------- |
| 1      | A      | Ethan Katzberg         | Canada      | 81.18  |        |        | 81.18  | Q,                                       |
| 2      | B      | Mychajlo Kochan        | Ucraina     | 76.59  | 78.47  |        | 78.47  | Q                                        |
| 3      | A      | Bence Halász           | Ungheria    | 78.13  |        |        | 78.13  | Q                                        |
| 4      | A      | Wojciech Nowicki       | Polonia     | 78.04  |        |        | 78.04  | Q                                        |
| 5      | B      | Paweł Fajdek           | Polonia     | 77.98  |        |        | 77.98  | Q                                        |
| 6      | B      | Rudy Winkler           | Stati Uniti | 75.37  | 77.06  |        | 77.06  | Q                                        |
| 7      | A      | Daniel Haugh           | Stati Uniti | x      | x      | 76.64  | 76.64  | q                                        |
| 8      | B      | Michail Anastasakis    | Grecia      | x      | 73.43  | 75.76  | 75.76  | q                                        |
| 9      | B      | Eivind Henriksen       | Norvegia    | 71.61  | 74.37  | 75.37  | 75.37  | q                                        |
| 10     | A      | Gabriel Kehr           | Cile        | 75.10  | 72.88  | 73.63  | 75.10  | q                                        |
| 11     | B      | Diego del Real         | Messico     | 73.28  | 74.91  | 73.30  | 74.91  | q                                        |
| 12     | A      | Adam Keenan            | Canada      | 74.56  | 72.97  | 73.32  | 74.56  | q                                        |
| 13     | B      | Rowan Hamilton         | Canada      | 71.81  | 70.42  | 74.14  | 74.14  |                                          |
| 14     | A      | Hrístos Frantzeskákis  | Grecia      | 74.05  | 73.30  | x      | 74.05  |                                          |
| 15     | B      | Dániel Rába            | Ungheria    | x      | 71.93  | 73.17  | 73.17  | Miglior prestazione personale stagionale |
| 16     | A      | Thomas Mardal          | Norvegia    | 72.40  | 73.13  | 72.62  | 73.13  |                                          |
| 17     | B      | Aaron Kangas           | Finlandia   | x      | 72.15  | 72.96  | 72.96  |                                          |
| 18     | B      | Serghei Marghiev       | Moldavia    | 72.91  | 68.76  | 71.50  | 72.91  |                                          |
| 19     | A      | Jerome Vega            | Porto Rico  | 71.61  | x      | 72.87  | 72.87  |                                          |
| 20     | B      | Humberto Mansilla      | Cile        | 72.32  | 72.80  | 72.01  | 72.80  |                                          |
| 21     | B      | Joaquín Gómez          | Argentina   | 68.66  | 72.77  | 68.57  | 72.77  |                                          |
| 22     | A      | Sören Klose            | Germania    | 72.23  | x      | x      | 72.23  |                                          |
| 23     | B      | Yann Chaussinand       | Francia     | x      | 72.17  | x      | 72.17  |                                          |
| 24     | B      | Ragnar Carlsson        | Svezia      | 70.94  | 72.02  | x      | 72.02  |                                          |
| 25     | B      | Donát Varga            | Ungheria    | x      | x      | 72.02  | 72.02  |                                          |
| 26     | B      | Ronald Mencía          | Cuba        | 71.72  | 70.74  | x      | 71.72  |                                          |
| 27     | A      | Alexandros Poursanidis | Cipro       | 71.63  | x      | 71.58  | 71.63  |                                          |
| 28     | B      | Mostafa El Gamel       | Egitto      | x      | 71.36  | x      | 71.36  |                                          |
| 29     | A      | Denzel Comenentia      | Paesi Bassi | 69.46  | x      | 70.16  | 70.16  |                                          |
| 30     | A      | Konstantinos Zaltos    | Grecia      | 69.98  | x      | 69.67  | 69.98  |                                          |
| 31     | A      | Alex Young             | Stati Uniti | 69.10  | x      | 67.40  | 69.10  |                                          |
| 32     | A      | Patrik Hájek           | Rep. Ceca   | 67.36  | 66.30  | 68.77  | 68.77  |                                          |
| 33     | A      | Marcin Wrotyński       | Polonia     | 67.57  | x      | 68.65  | 68.65  |                                          |
| -      | B      | Merlin Hummel          | Germania    | x      | x      | x      | nm     |                                          |
| -      | A      | Hilmar Örn Jónsson     | Islanda     | x      | x      | x      | nm     |                                          |

### Finale
La finale si è disputata il 20 agosto 2023 alle ore 17:52.
| Class.  | Nome                | Nazione     | Lancio | Lancio | Lancio | Lancio | Lancio | Lancio | Misura | Note                                     |
| Class.  | Nome                | Nazione     | 1      | 2      | 3      | 4      | 5      | 6      | Misura | Note                                     |
| ------- | ------------------- | ----------- | ------ | ------ | ------ | ------ | ------ | ------ | ------ | ---------------------------------------- |
| Oro     | Ethan Katzberg      | Canada      | 80.18  | 80.02  | x      | 79.82  | 81.25  | 81.11  | 81.25  |                                          |
| Argento | Wojciech Nowicki    | Polonia     | 79.14  | 80.70  | 78.94  | 80.83  | 81.02  | 80.36  | 81.02  |                                          |
| Bronzo  | Bence Halász        | Ungheria    | 80.82  | x      | x      | 80.59  | 79.94  | x      | 80.82  | Miglior prestazione personale stagionale |
| 4       | Paweł Fajdek        | Polonia     | 80.00  | x      | 77.06  | x      | x      | 77.99  | 80.00  | Miglior prestazione personale stagionale |
| 5       | Mychajlo Kochan     | Ucraina     | x      | 77.41  | 79.34  | 78.37  | 79.59  | 79.52  | 79.59  | Miglior prestazione personale stagionale |
| 6       | Daniel Haugh        | Stati Uniti | 76.07  | 77.38  | 75.66  | 78.64  | 74.83  | x      | 78.64  | Miglior prestazione personale stagionale |
| 7       | Eivind Henriksen    | Norvegia    | 75.85  | 77.06  | x      | x      | 76.81  | x      | 77.06  | Miglior prestazione personale stagionale |
| 8       | Rudy Winkler        | Stati Uniti | x      | x      | 76.04  | x      | 75.83  | x      | 76.04  |                                          |
| 9       | Gabriel Kehr        | Cile        | 75.99  | 75.54  | 74.24  |        |        |        | 75.99  |                                          |
| 10      | Michail Anastasakis | Grecia      | 74.62  | 73.04  | 75.49  |        |        |        | 75.49  |                                          |
| 11      | Adam Keenan         | Canada      | 74.49  | 73.96  | 72.58  |        |        |        | 74.49  |                                          |
| 12      | Diego del Real      | Messico     | 72.39  | 71.84  | 72.56  |        |        |        | 72.56  |                                          |